# Agathirsia bifidilingua
Agathirsia bifidilingua is een insect dat behoort tot de orde vliesvleugeligen (Hymenoptera) en de familie van de schildwespen (Braconidae). De wetenschappelijke naam van de soort werd voor het eerst geldig gepubliceerd door Pucci & Sharkey in 2004.